# Reserva natural Otamendi
La reserva natural Otamendi era una reserva ecológica perteneciente al Sistema Nacional de Áreas Protegidas de Argentina ubicada en el partido de Campana, provincia de Buenos Aires. Se encuentra a 34°14′03″S 58°53′10″O / -34.23417, -58.88611 a orillas del río Paraná de las Palmas a la altura del barrio Las Colinas de Otamendi a 7 km de la ciudad de Campana y a 69 km de Buenos Aires. Su altitud es de 3 m s. n. m. El 90 % del territorio de la reserva está compuesto por zonas bajas e inundables. La reserva es un Área de Importancia para la Conservación de las Aves, un Área Valiosa de Pastizal y fue declarada sitio Ramsar el 22 de marzo de 2008.[cita requerida]

## Creación y categorización
La categoría reserva natural estricta fue creada por el decreto n.º 2148/1990 de 10 de octubre de 1990 para ser aplicada por decreto del Gobierno nacional a sectores de los parques nacionales existentes y convertirlos en sus núcleos intangibles. Fue definida como: aquellas áreas del dominio de la Nación de gran valor biológico que sean representativas de los distintos ecosistemas del país o que contengan importantes poblaciones de especies animales o vegetales autóctonas. Esta norma fue complementada por el decreto n.º 2149/1990 del mismo día que creó reservas naturales estrictas ubicadas en parques nacionales y en el monumento nacional de los Bosques Petrificados. Este decreto creó además 3 reservas naturales estrictas en áreas de dominio de la Nación que no estaban incorporadas al sistema nacional, entre ellas la reserva Otamendi, en las que las provincias mantuvieron su jurisdicción respectiva no cedida. Para crear la reserva natural estricta Otamendi el decreto designó a un terreno del Consejo Nacional de la Minoridad y Familia en el partido de Campana.

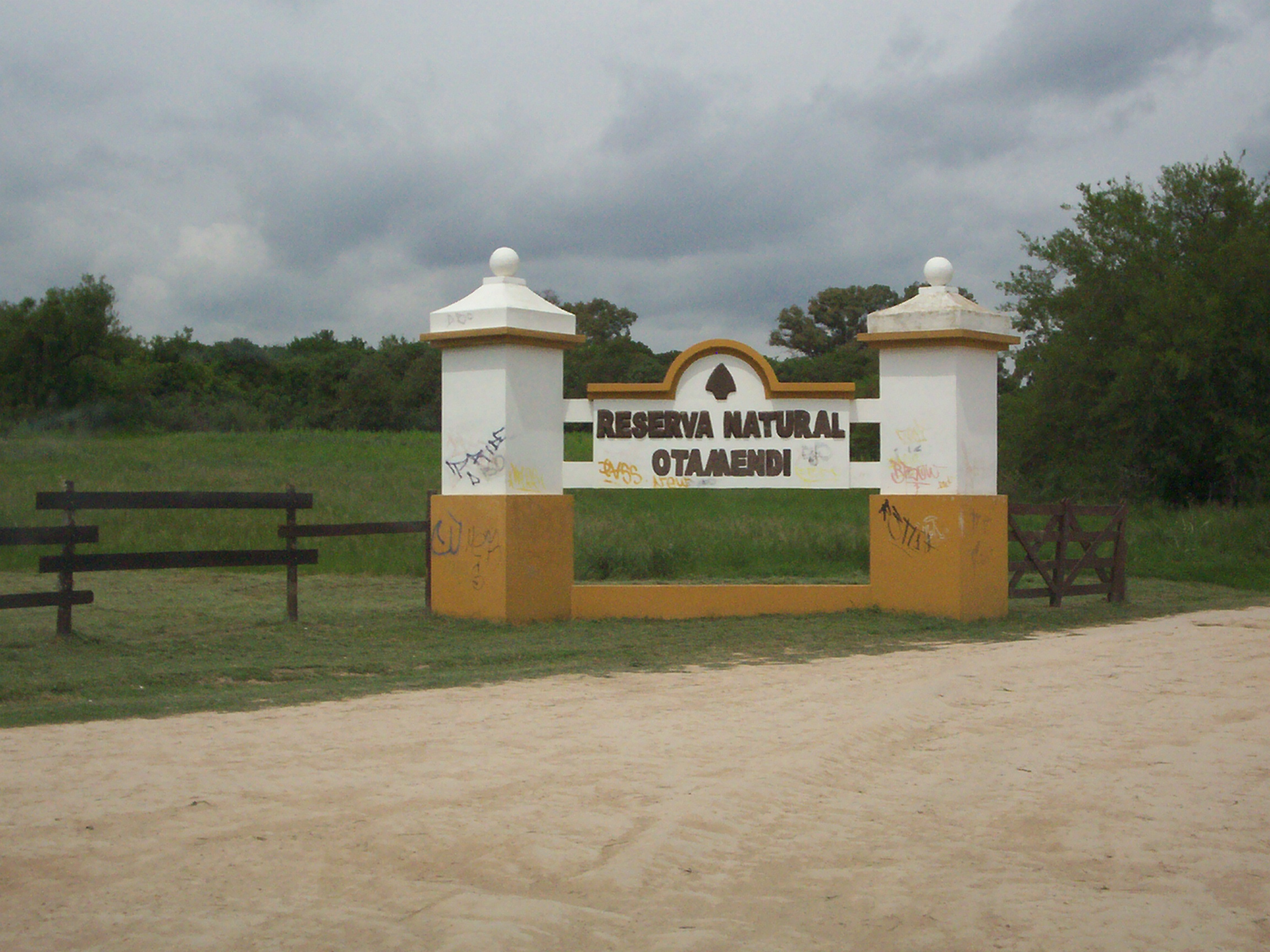
Acceso a la Reserva Natural Otamendi.

La puesta en valor de sus ambientes y la operatoria como área natural protegida promovieron la redefinición de su categoría de manejo. Es así que el 24 de marzo de 1994 el decreto n.º 453/1994 creó las reservas naturales silvestres y educativas, dividiendo los terrenos de la reserva natural Otamendi entre las tres categorías: estricta, silvestre y educativa.
La categoría reserva natural silvestre fue establecida por el decreto n.º 453/1994 de 24 de marzo de 1994 para ser declarada por el Poder ejecutivo nacional en: aquellas áreas de extensión considerable que conserven inalterada o muy poco modificada la cualidad silvestre de su ambiente natural y cuya contribución a la conservación de la diversidad biológica sea particularmente significativa en virtud de contener representaciones válidas de uno o más ecosistemas, poblaciones animales o vegetales valiosas a dicho fin, a las cuales se les otorgue especial protección para preservar la mencionada condición. El mismo decreto creó la categoría reserva natural educativa, definida como aquellas áreas que, por sus particularidades o por su ubicación contigua o cercana a las Reservas Naturales Estrictas o Silvestres, brinden oportunidades especiales de educación ambiental o de interpretación de la naturaleza.

## Características generales
Los terrenos de la reserva pertenecían al ingeniero Rómulo Otamendi (1852-1934), quien trabajó en delimitaciones del trazado de los ferrocarriles en Argentina, por lo cual recibió en recompensa las tierras que conforman la reserva. Su propiedad fue legada y tras varias administraciones en la década de 1980 estaba abandonada. Entonces el Poder ejecutivo nacional dio la propiedad al control de la Administración de Parques Nacionales.
Los objetivos generales de la reserva son la educación e interpretación ambiental y la preservación de especies y diversidad genética. Los objetivos específicos son la protección de fauna y flora y de la diversidad de ambientes que contiene. 
En la reserva natural Otamendi se encuentran muestras significativas de tres ecorregiones: el pastizal pampeano, espinal y delta e islas del Paraná. Estas ecorregiones a su vez comprenden varios ambientes: pampa ondulada, el talar de barranca, el bañado (compuesto por el pajonal inundable, pastizal salino y ambientes de aguas abiertas como las lagunas Grande y del Pescado) y el albardón costero (compuesto por el monte ribereño del Paraná o monte blanco).

## Administración

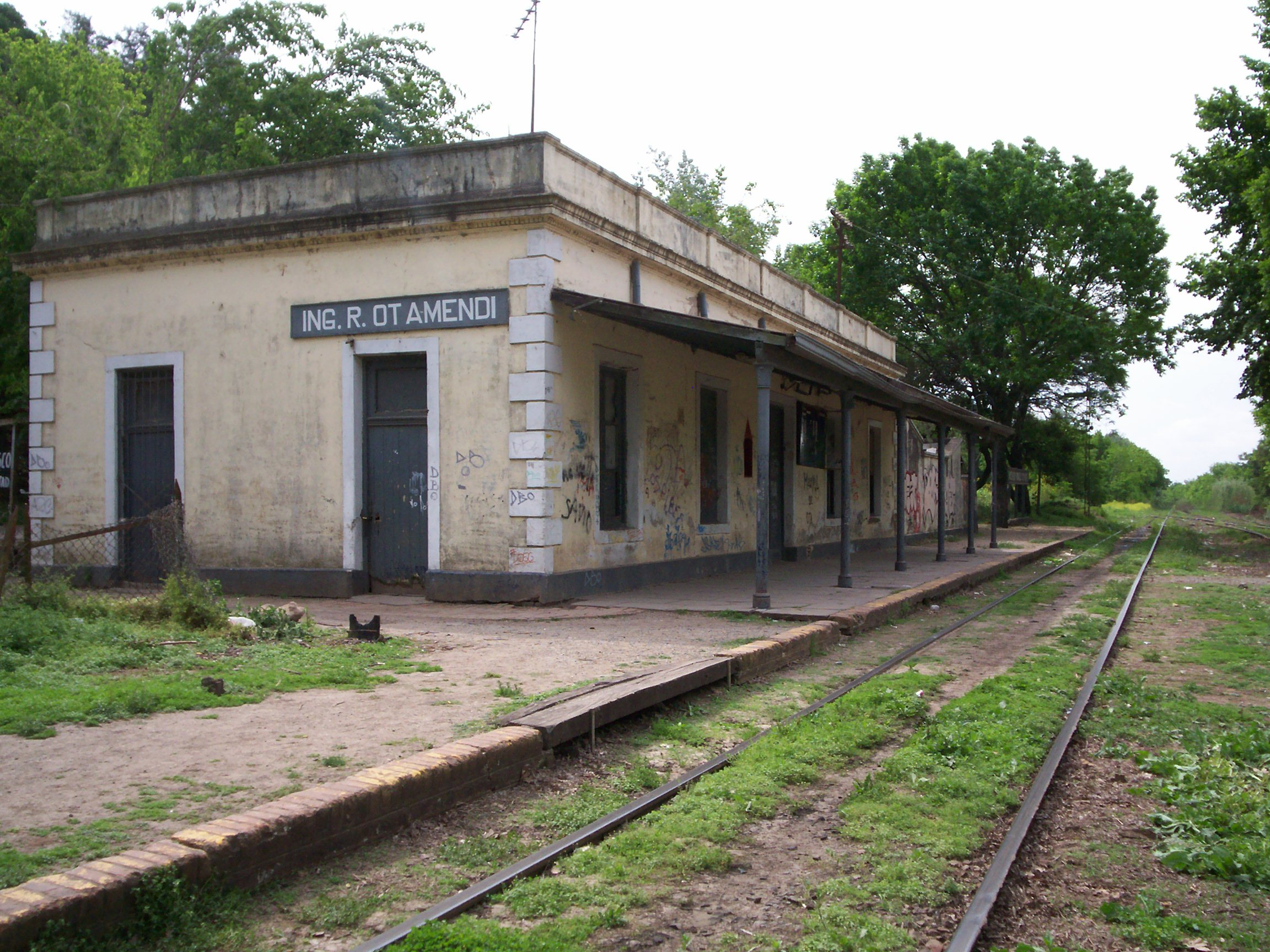
Estación Ingeniero Rómulo Otamendi del FFCC Mitre.

Por resolución n.º 126/2011 de la Administración de Parques Nacionales de 19 de mayo de 2011 se dispuso que la reserva natural encuadrara para los fines administrativos en la categoría áreas protegidas de complejidad III, por lo cual tiene a su frente un intendente designado, del que dependen 4 departamentos (Administración; Obras y Mantenimiento; Guardaparques Nacionales; Conservación y Uso Público) y la división de Despacho y Mesa de Entradas, Salidas, y Notificaciones. La intendencia tiene su sede en el barrio Otamendi de la ciudad de Campana.

## Acceso
- Por la RN 9 Panamericana se accede a la localidad de Ingeniero Rómulo Otamendi, entre las ciudades de Campana, al norte, y Belén de Escobar, al sur. Por la calle central de este poblado, luego de 2 km, se llega a la portada de la reserva natural Otamendi.
- Por ferrocarril con la línea Mitre desde la estación Retiro Mitre hasta la estación Ingeniero Otamendi, con transbordo en estación Villa Ballester.

## Incendios

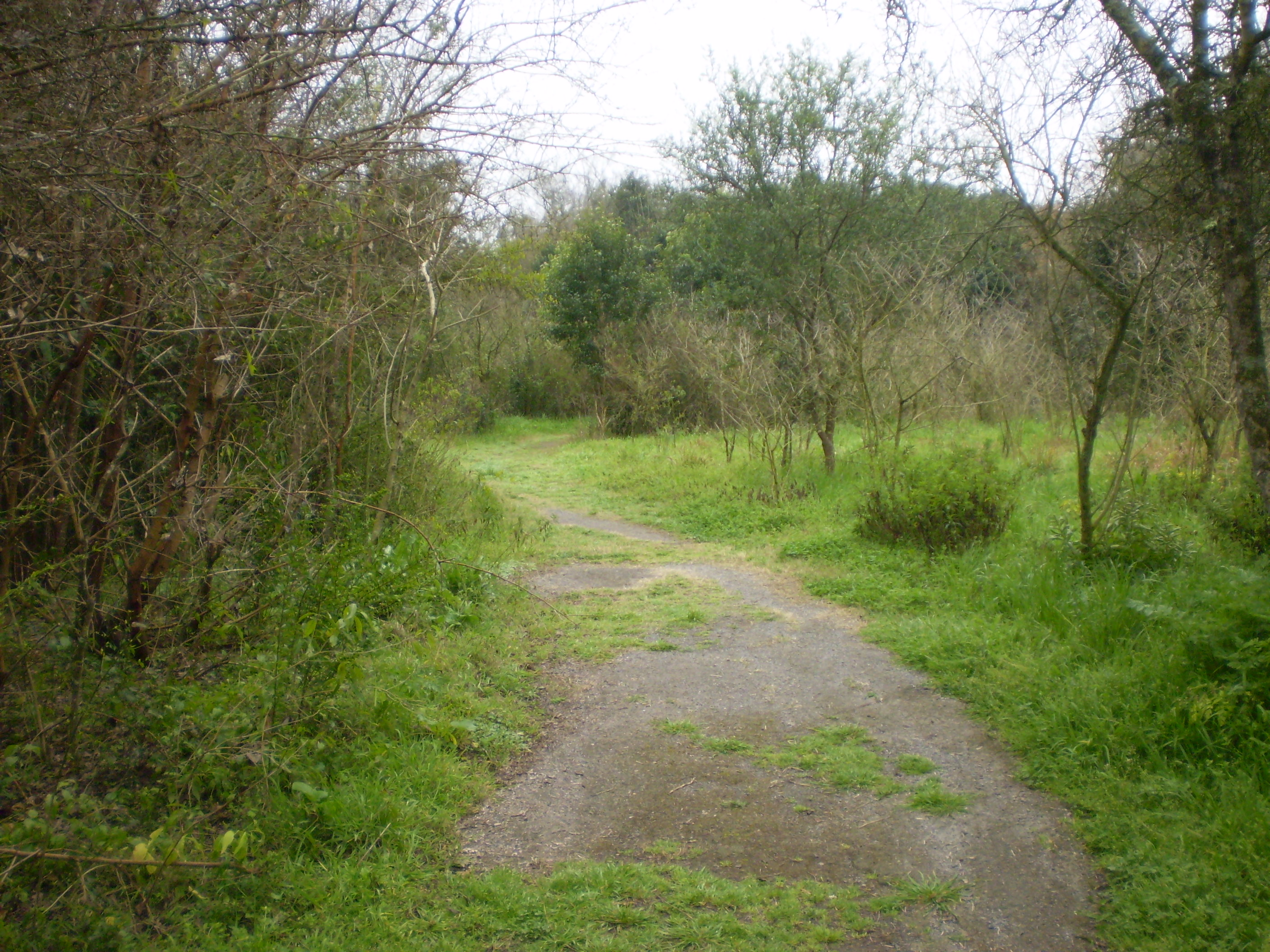
Sendero superior.

En septiembre de 2011 la reserva se vio afectada por un incendio de grandes magnitudes, el cual fue controlado por bomberos del partido de Campana, un helicóptero del Ejército Argentino y aviones hidrantes, en el marco del Plan Nacional de Manejo del Fuego.

## Proyecto de transformación en parque nacional
La Legislatura de la provincia de Buenos Aires sancionó en diciembre de 2017 la ley n.º 15006, promulgada en enero de 2018, mediante la cual transfirió tierras fiscales a la Nación con destino a la creación del parque nacional Ciervo de los Pantanos. Este parque se formó (cuando el Congreso nacional sancionó su creación) con 3000 hectáreas de la reserva natural Otamendi 1500 hectáreas de la Reserva natural Río Luján (provincial) y un sector de islas del delta del Paraná en el partido de Campana, totalizando todo el proyecto 5300 hectáreas. El nuevo parque alberga 309 especies de aves y 49 de mamíferos y se encuentra a solo 60 kilómetros al noroeste de la CABA.